# Bähr

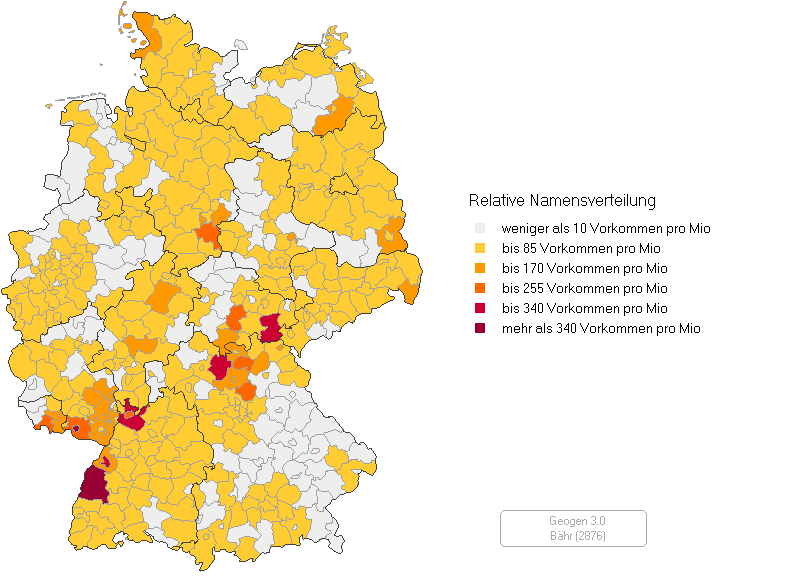
Häufigkeit des Nachnamens Bähr in Deutschland

Bähr bzw. Baehr ist ein deutscher Familienname.

## Herkunft und Bedeutung
1. Bähr ist der Übername für einen starken bzw. tapferen Menschen oder ein Hausname zu mittelhochdeutsch bër >Bär<.
2. Bähr ist ein aus der Kurzform eines mit »Ber-« gebildeten Rufnamens (z. B. Berwein) entstandener Familienname.
3. Bähr ist möglicherweise auch ein Übername zu mittelhochdeutsch bēr >Eber<.[1]

## Varianten
- Behr
- Beer (Familienname)
- Bär (Familienname)
- Bear

## Namensträger
- Andreas Bähr (* 1968), deutscher Historiker
- Antonia Baehr (* 1970), deutsche Choreografin und Performancekünstlerin
- Arno Bähr (* 1910), deutscher Lehrer und Politiker (LDPD), MdV
- Barbara Baehr (* 1953), deutsche Arachnologin
- Bettina Bähr-Losse (* 1967), deutsche Politikerin (SPD)
- Christian Bähr (1798–1872), deutscher Altphilologe, siehe Johann Christian Felix Bähr
- Christian August Bähr (1795–1846), deutscher Kirchenlieddichter
- Colmar Baehr (1834–1894), Opernsänger
- Cordelia Bähr (* 1981), Schweizer Rechtsanwältin
- Dag Baehr (* 1965), deutscher General
- Dieter Bähr (1932–2008), deutscher Anglist
- Emil Bähr (1831–1899), deutscher Violinist und Violinlehrer
- Ernst Bähr (1886–nach 1943), deutscher SA-Führer
- Florian Bähr (* 2003), deutscher Fußballspieler
- Franz Joseph Bähr (1770–1819), deutscher Klarinettist, siehe Joseph Bähr
- Friedrich Viktor Albrecht von Bähr (Baehr) (1789–1867), Oberlandesgerichtspräsident in Köslin
- Gabriela Bähr (* 1961), deutsche Juristin, Richterin am Bundesverwaltungsgericht
- George Bähr (1666–1738), deutscher Baumeister
- Gerhard Bähr (1909–1968), deutscher Chemiker und Hochschullehrer
- Gerhard Bähr (Sprachwissenschaftler) (1900–1945), baskischer Sprachwissenschaftler deutscher Herkunft
- Gottfried Bähr (1939–2007), deutscher Kaufmann und Politikwissenschaftler
- Gustav-Adolf Bähr (1938–2020), deutscher Theaterwissenschaftler, Filmemacher und Kirchenfunktionär
- Hagen Bähr (* 1990), deutscher Schauspieler
- Hans Bähr (Chemiker) (vor 1900–1955), deutscher Chemiker
- Hans Bähr (Baumeister), deutscher Baumeister
- Hans Bähr (Pilot), deutscher Pilot
- Hans Dieter Baehr (1928–2014), deutscher Mathematiker und Hochschullehrer
- Hans Joachim Bähr (* 1956), deutscher Germanist und Theaterwissenschaftler
- Hans Walter Bähr (1915–1995), deutscher Philosoph, Hochschullehrer und Herausgeber
- Helmut Bähr (* 1923), deutscher Geisteswissenschaftler und Hochschullehrer
- Ingrid Bähr (* 1968), deutsche Pädagogin
- Johann Christian Felix Bähr (1798–1872), deutscher Altphilologe
- Johann Karl Ulrich Bähr (1801–1869), deutscher Maler und Schriftsteller
- Johann Wilhelm Bähr (1786–1854), deutscher Offizier und Politiker
- Johanna Baehr, Ozeanographin und Hochschullehrerin
- Johannes Bähr (Theologe) (1767–1828), deutscher Theologe
- Johannes Bähr (Pfarrer) (1902–1980), deutscher Pfarrer und Widerstandskämpfer
- Johannes Bähr (Historiker) (* 1956), deutscher Wirtschaftshistoriker
- Joseph Bähr (Franz Joseph Bähr; 1770–1819), deutscher Klarinettist
- Julia Bähr (* 1982), deutsche Journalistin und Schriftstellerin
- Jürgen Bähr (1940–2014), deutscher Geograph und Hochschullehrer
- Karl Bähr (Theologe) (1801–1874), deutscher Theologe
- Karl Bähr (Jurist) (1880–1943), deutscher Jurist
- Klaus-Dieter Bähr (* 1941), deutscher Ruderer
- Kurt Baehr (1916–1984), deutscher Gewerkschafter und Politiker
- Leopold von Baehr (1793–1893), deutscher Ingenieur und Geograph, siehe Leopold Neumann (Ingenieur)
- Leopold Bähr (1897–1945), deutsches Opfer des Nationalsozialismus
- Ludwig Bähr (1831–1869), deutscher Architekt und Hochschullehrer
- Luise Bähr (* 1979), deutsche Schauspielerin
- Markus Bähr (* 1974), deutscher Fußballspieler
- Martin Baehr (* 1943), deutscher Entomologe
- Mathias Bähr (* 1960), deutscher Neurologe
- Max Bähr (1871–nach 1943), deutscher Ingenieur und Montanunternehmer
- Nikolaus Albrecht von Baehr (1717–1797), deutscher Generalmajor
- Otto Bähr (1817–1895), deutscher Jurist und Politiker
- Otto Johannes Bähr (1919–2008), deutscher Maler
- Patrick Baehr (* 1992), deutscher Schauspieler
- Paul Baehr (1855–1929), deutscher Schriftsteller und Politiker
- Peter Bähr (1936–2020), deutscher Rechtswissenschaftler
- Pierre Baehr (* 1954), französischer Schwimmer
- Rainer Bähr (* 1958), deutscher Wirtschaftsjurist und Insolvenzverwalter
- Rolf Bähr (* 1939), deutscher Jurist, Filmpolitiker und Segler
- Rüdiger von Baehr (1941–2012), deutscher Internist und Immunologe
- Rudolf Baehr (1922–2010), deutscher Romanist
- Sophia Bähr (* 1996), deutsche Volleyballspielerin
- Ulrich Baehr (* 1938), deutscher Maler
- Volker Baehr (1943–1981), deutscher Städteplaner und Politiker
- Volker Bähr (Fußballspieler) (* 1944), deutscher Fußballspieler
- Volker Bähr (Rennfahrer), deutscher Motorradrennfahrer
- Walter Bähr, deutscher Schachspieler und Schachtheoretiker
- Werner Bähr (1926–2015), deutscher Leichtathlet und Leichtathletiktrainer
- Wilhelm Bähr (1863–1938), deutscher Politiker (Antisemiten, HBB), MdL Hessen